# Gelnica
Gelnica (německy Göllnitz, maďarsky Gölnicbánya, dříve též Hnilec či Gelnice) je město ve východním Slovensku. Nachází se v Košickém kraji, v údolí Hnilce, na železniční trati Margecany – Červená Skala. Ve městě je památková zóna.

## Historie
Stopy osídlení pocházejí z pravěku, z doby kamenné a bronzové. První písemná zmínka o obci pochází z roku 1246, kdy byla po mongolském vpádu a zničení znovu osídlena kolonisty z Duryňska a z Bavorska. Městská práva Gelnica získala v roce 1264, kdy byla ustavena horní práva. K potvrzení městských práv došlo roku 1278. Název je odvozený ze slovanského Gnilec
Roku 1435 byla Gelnica prohlášena svobodným horním městem. V okolí se těžilo stříbro, měď, olovo a železná ruda. Později se město označovalo za hlavní místo sedmi jihospišských horních měst, tzv. Heptapolitana. Koncem 15. století nastal útlum těžby a roku 1527 město ztratilo privilegia těžby. V 18. století byla obnovena těžba železné rudy a roku 1844 potvrzena privilegiem.
Roku 1910 mělo město 3.833 obyvatel, z toho dvě třetiny se hlásily k německé národnosti.

## Památky
- Kostel Nanebevzetí Panny Marie – trojlodní gotická bazilika z poloviny 14. století, obnovená v 19. století

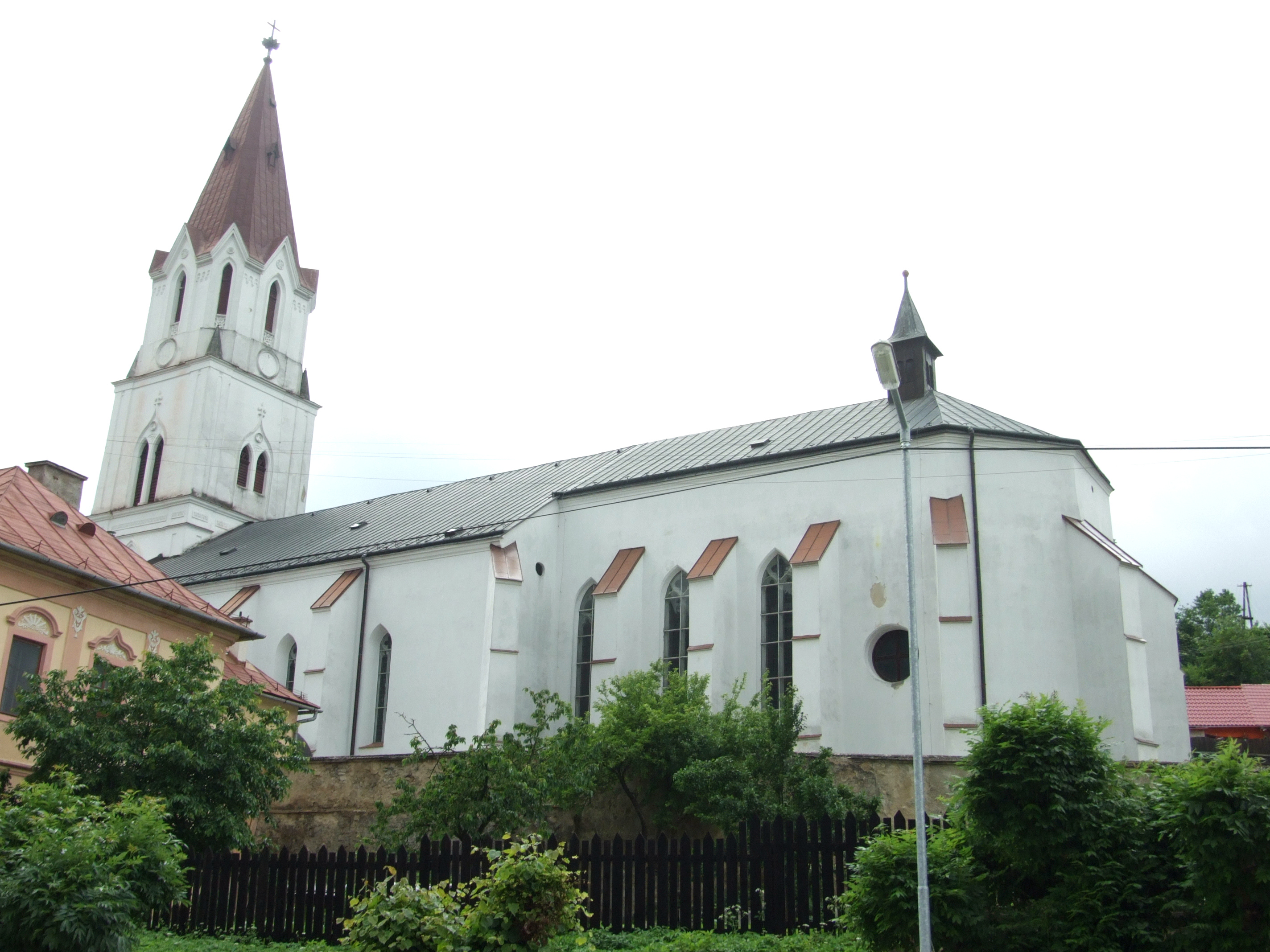
Celkový pohled
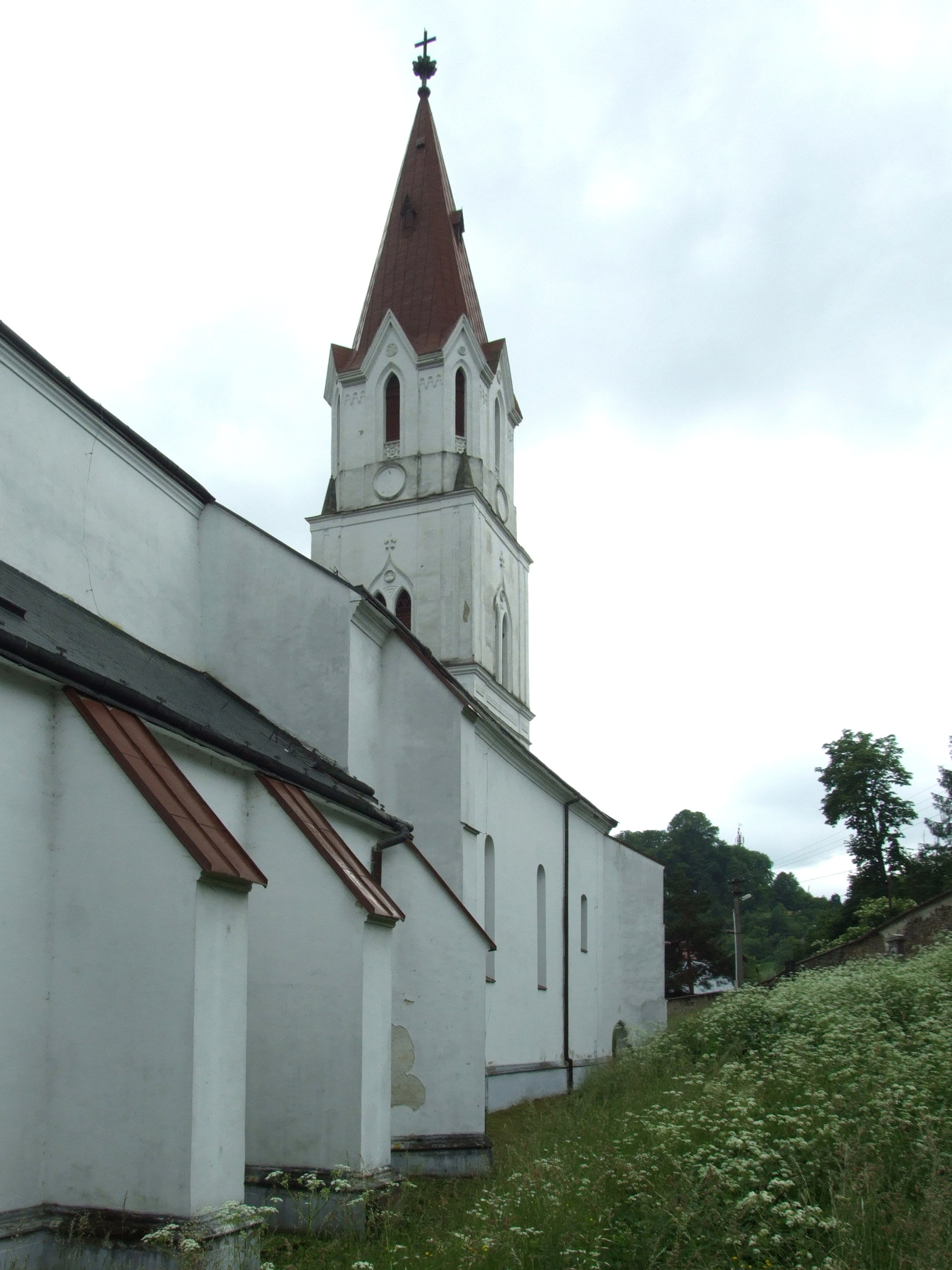
Boční pohled
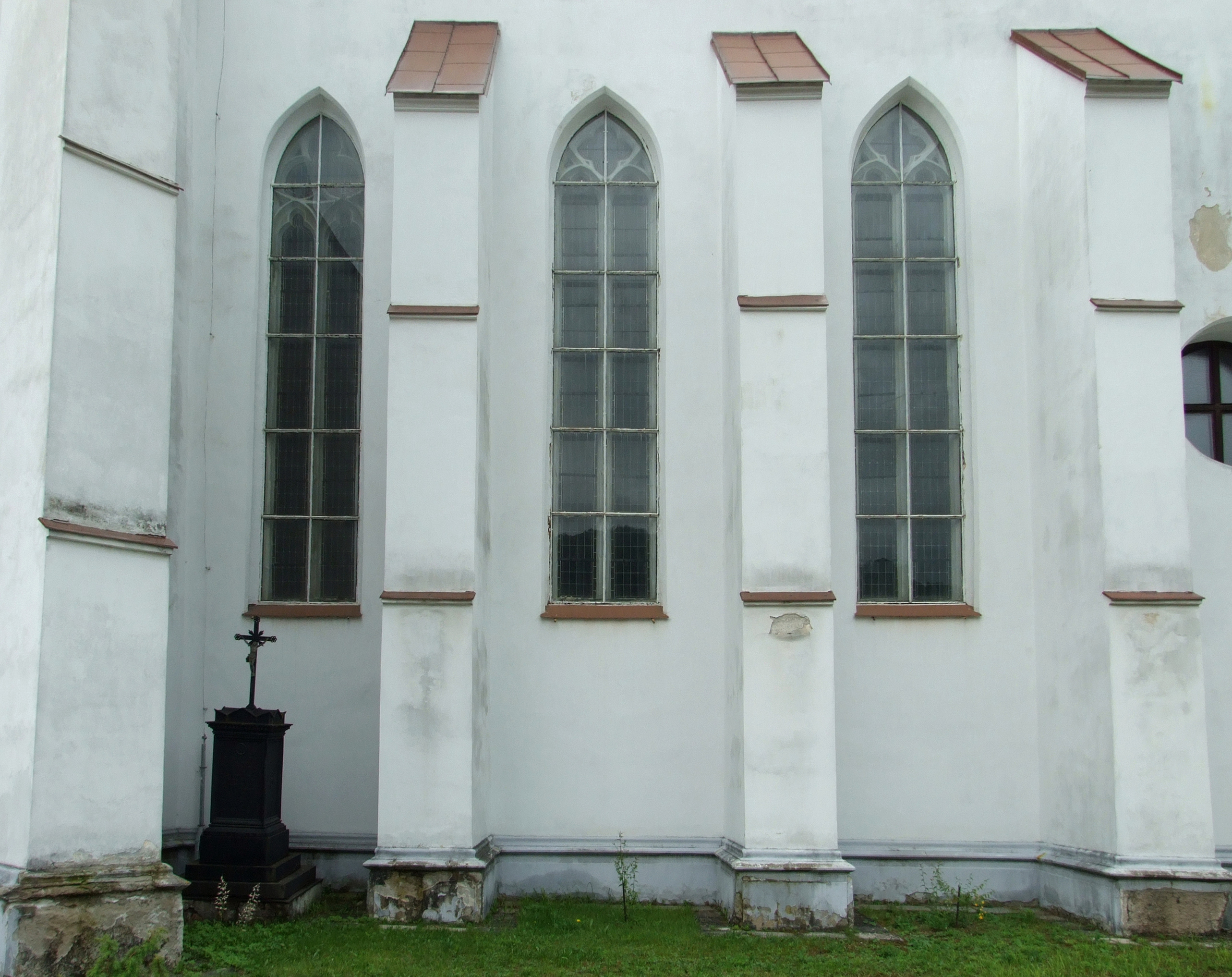
Okna kostela
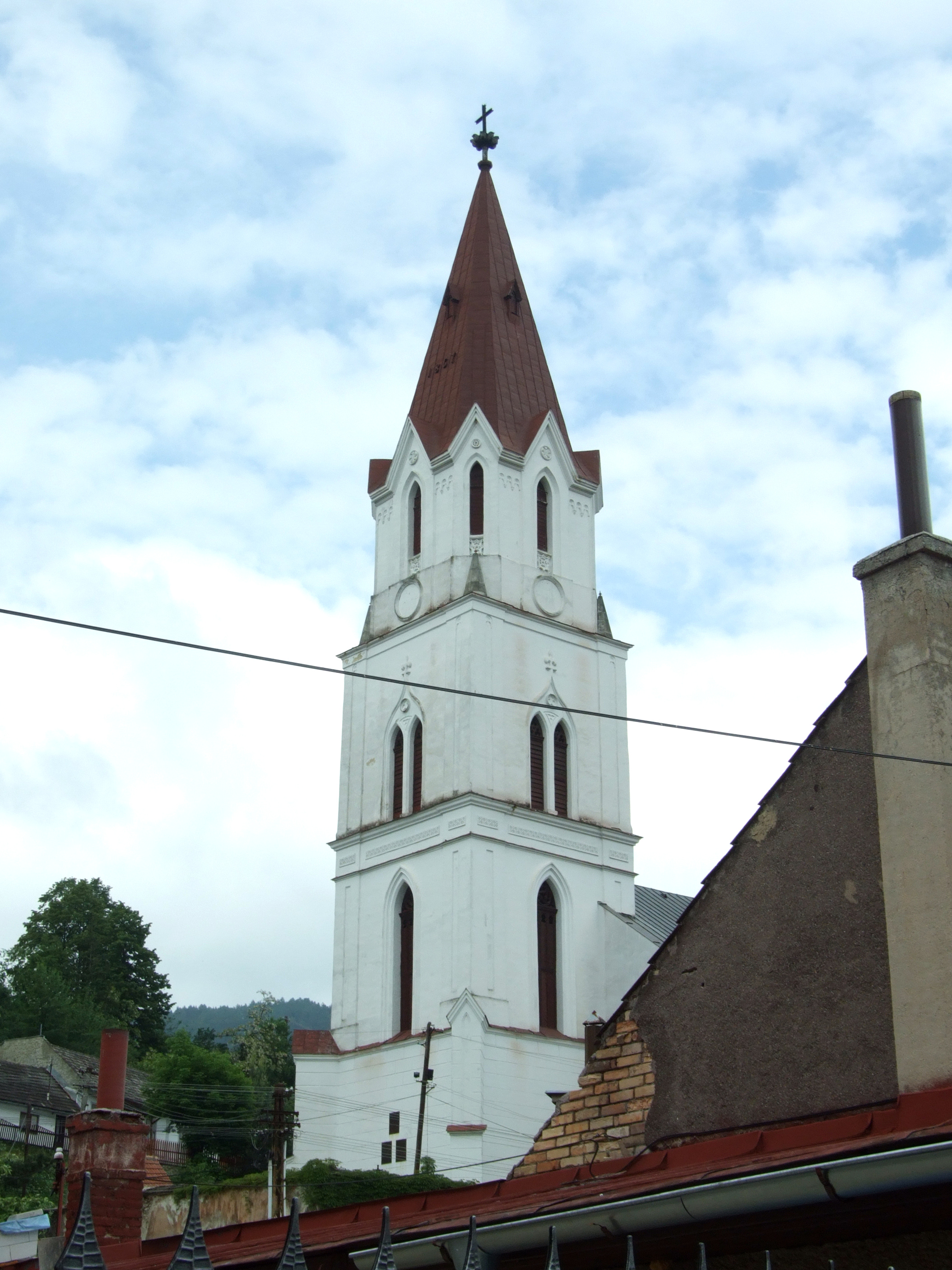
Věž kostela
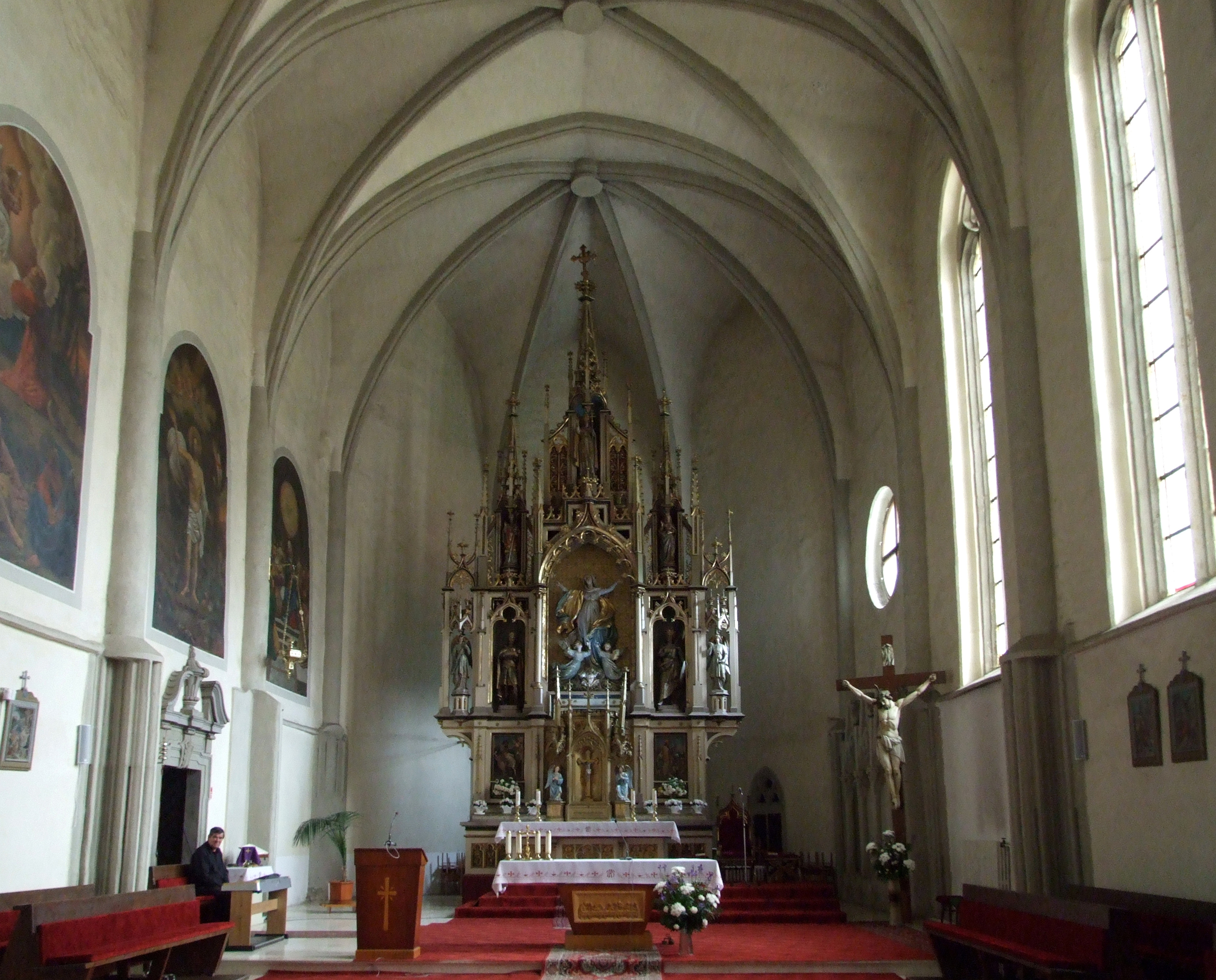
Interiér kostela
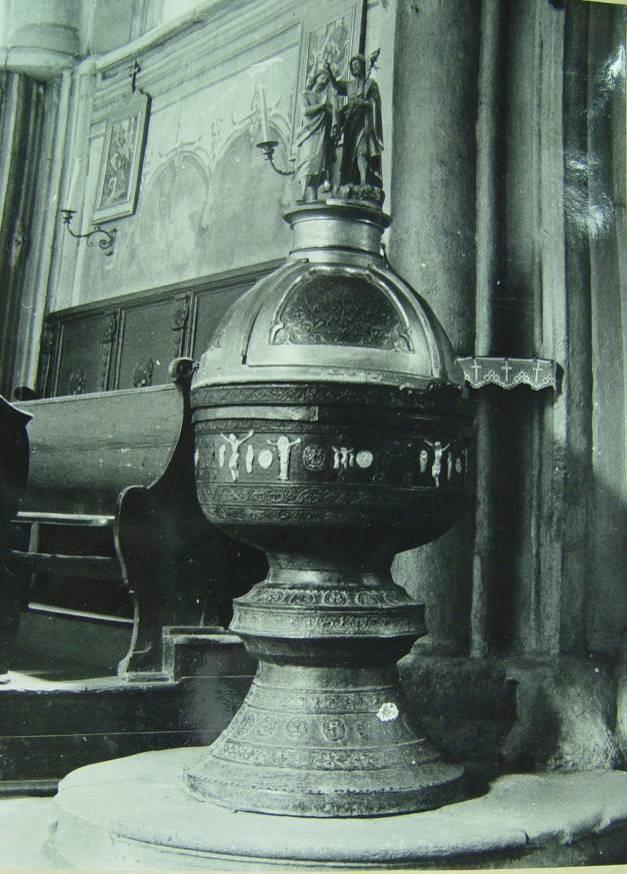
Gotická křtitelnice

- Evangelický kostel augsburského vyznání – pozdně barokní stavba
- Zbytky gotického hradu ze 13. století
- Stavba bývalého dominikánského kláštera
- Radnice – stylově pozdně barokní stavba z roku 1802
- Most přes řeku Hnilec, kamenná konstrukce z let 1837–1845

## Osobnosti
- Vladimír Petruška (1923–1986), slovenský herec a divadelní režisér

## Partnerská města
- Horní Suchá, Česko
- Gennep, Nizozemsko
- Rudnik nad Sanem, Polsko
- Le Pradet, Francie